# Somlai Tibor
Somlai Tibor (Budapest, 1950. június 20. –) belsőépítész, építészeti kutató.

## Élete
Munkái során számos köz- és magánépület belső tervezését, megújítását, és helyreállítását készítette el. Vadas József művészettörténész Ferenczy Noémi-díjra is jelölte.
Jelentős szakkönyvíró, több kötete jelent a 20. századi magyar belsőépítészet témakörében, ugyanakkor kiállításokat is rendezett kutatásai anyagaiból.

## Belsőépítészi munkái
- Haris Park Bálterem, Kápolna
- Kávéház, Várkert Kioszk
- Könyvtár
- Vendégház és kutató központ
- Recepció és tárgyaló, Posta-palota
- Belvárosi Színház
- Hotel Baltazar
- Középkori zsinagóga, Budai vár
- Pierrot étterem
- Nagybüfé, Operaház
- Lukács Cukrászda
- Óbudai zsinagóga
- nagykövetség
- Hotel Pest-Buda
- Opera Café
- Shakespeare Étterem
- Kaposvári Egyetem
- Cordia
- Gasztroenterológiai Klinika
- Metropolis Casino
- Pátzay Borászat
- Toman Diet, Budapest, Andrássy út
- Pest-Buda Étterem
- For Beauty Klinika
- Sauska Borászat
- Atlantis Casino
- GE
- Akvárium Klub[2]
- Haris Park rendezvényhelyszín és étterem[3]
- budavári lakóház[4]
- számos egyéb magánház, villa

## Kiállításai
- Zoob Kati (Ráth Múzeum)
- Reformáció 500 (Magyar Nemzeti Múzeum)
- Magyar Művészet 1958-1968 (Nemzeti Galéria)
- Art deco és modernizmus
- El Kazovszkij élet/mű
- Művészet Mindenkinek
- 16-17. századi Oszmán török szőnyegek
- Plakátkiállítás
- Kozma Lajos modern villái

## Könyvei
- Tér és idő – Lakásbelsők a két világháború között 1925–1942, Corvina Kiadó, Budapest, 2008, ISBN 978-963-13-5787-5[5]
- Távol és közel – Belsőépítészet a háború után 1945-től 1970-ig, Corvina Kiadó, Budapest, 2010, ISBN 9789631359596[6]
- Volt és nincs – Nagypolgári és arisztokrata enteriőrök 1900–1945, Corvina Kiadó, Budapest, 2012, ISBN 9789631361056[7]
- (Székely Péterrel közösen) Fent és lent – Pest-budai lépcsőházak 1835–1945, Corvina Kiadó, Budapest, 2014, ISBN 9789631362619[8]
- (Horváth Hildával közösen) Lépj be! – Palotáktól lakásokig Magyarországon 1896–1945, Corvina Kiadó, Budapest, 2023, ISBN 9789631369618[9]